# Nacionalna zračna luka Minsk
Nacionalna zračna luka Minsk je glavna međunarodna zračna luka u Bjelorusiji.

## Aviokompanije i destinacije
Aviokompanije koje koriste zračnu luku su: Aeroflot, airBaltic, Austrian Airlines, Belavia, Czech Airlines, Etihad Airways, LOT Polish Airlines, Lufthansa, Severstal Air Company, Sun d'Or, Turkish Airlines, Turkish Airlines, Turkmenistan Airlines, Ukraine International Airlines, UTair Aviation i Vueling.
Destinacije s kojima je luka povezani su većinom iz Europe te manjim dijelom iz Azije.

### Charterlinije
| Zrakoplovna kompanija    | Grad                                |
| Genex                    | Prag, Varšava                       |
| TransAVIAexport Airlines | Charters                            |
| Turkish Airlines Cargo   | Istanbul-Atatürk, Stockholm-Arlanda |

## Statistika
U zračnoj luci 2009. godine je bilo 1.010.695 putnika od čega 682.000 bili su putnici nacionalne zrakoplovne tvrtke Belavie. Godine 2010., taj broj je porastao na 1.285.423 putnika. U 2012. dvije minske zračne luke (Nacionalna zračna luka Minsk i Zračna luka Minsk-1) primile su 1.837.911 putnika i 14.947 letova. U usporedbi s 2011. rast je bio 27,8% odnosno 9,2% za obje luke. Zračna luka je sposobna primiti 5,8 milijuna putnika godišnje.

## Vanjske poveznice
- Službena stranica  Arhivirana inačica izvorne stranice od 7. travnja 2022. (Wayback Machine)